# 雨瀑
雨瀑，又名雨瀑布。是一个大气现象。通常形成的原因是对流云发展成为强烈的积雨云，而积雨云经过的地方则会下雨。而周边地区则不会下雨。

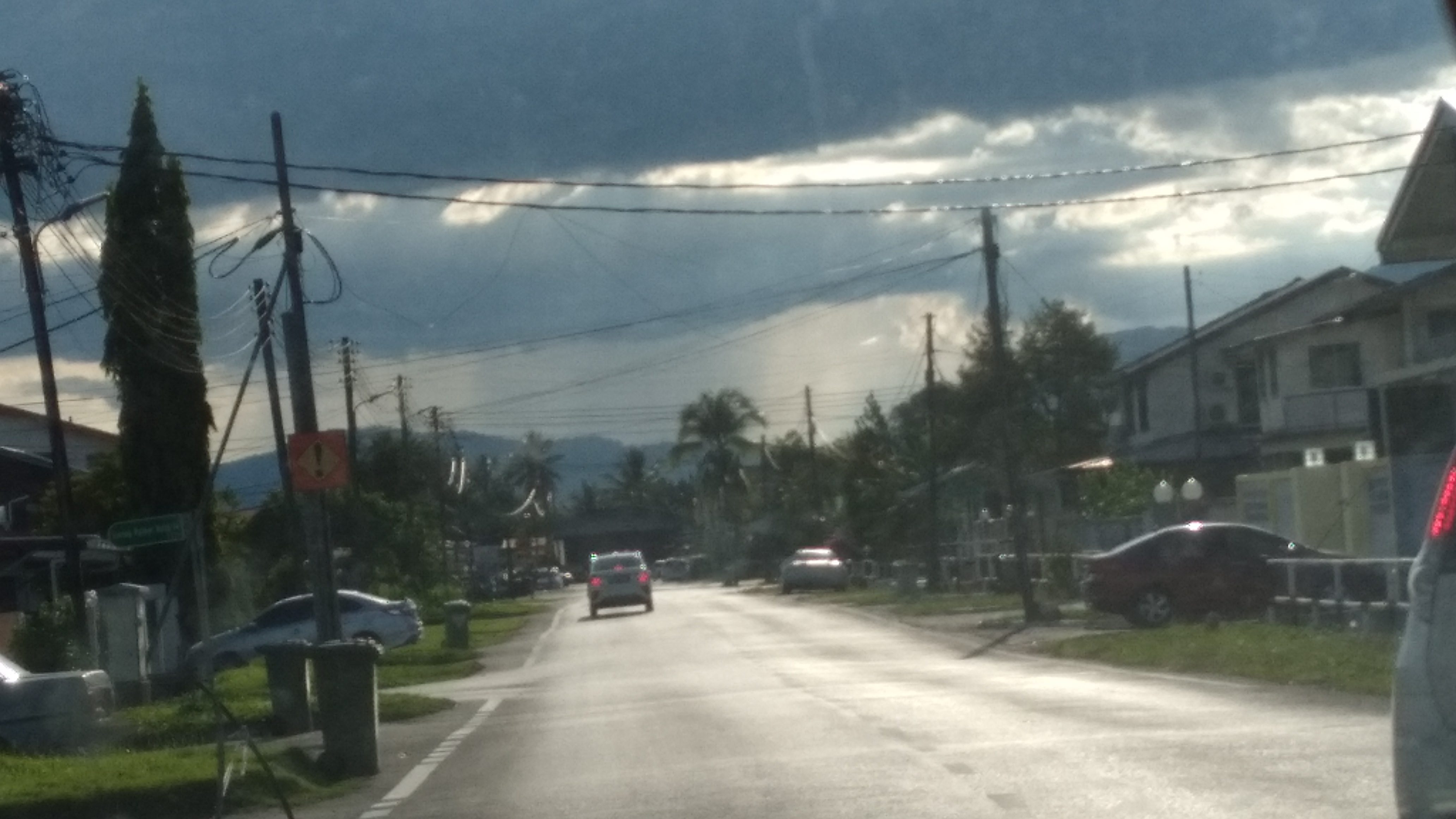
从山下眺望雨瀑布